# 男坂
『男坂』（おとこざか）は、車田正美による日本の漫画作品である。

## 概要
現代に生きる最後の硬派・菊川仁義の生き様を描く。作者の車田の過去作『リングにかけろ』や『風魔の小次郎』とは違い、超人的な描写は少ない。

### 『ジャンプ』連載時
『週刊少年ジャンプ』（集英社）において、1984年第32号から1985年第12号まで連載された。
車田はジャンプ・コミックス版第1巻のまえがきで「この作品を描くために漫画屋になった」と言い切るほどの意気込みを見せていたが、半年ほどで終了が決まる。車田はこれを非常に不本意に思い、物語を完結させず、最終ページには大きく「未完」と記して連載を終わらせた。
車田はジャンプ・コミックス版第3巻のまえがきで「読者の熱い支持を得られれば、すぐにでも連載を再開したい」と希望し、後年出版された文庫版のあとがきでも「なぜ打ち切られたのか？何故読者の支持が得られなかったのか？それはハッキリしている。面白くなかったからだ」と、不人気による連載終了であったことや、短期間で連載が打ち切られた作品としては珍しく単行本が重版を続けたことを明かすと共に、「『男坂』に対する作家としてのオレの決着（けじめ）はまだついていない」との一文を寄せている。

### 連載再開
2014年4月30日に、車田のオフィシャルサイトにて「同年6月の連載開始に向けて製作中」と告知が打たれた後、『週プレNEWS』にて連載が再開される。以降、単行本1冊分ごとの短期集中連載を繰り返し、2017年7月14日（プロローグは同年7月7日配信）からは『少年ジャンプ+』へ移籍して、短期集中連載を継続。2023年11月11日の更新をもって完結を迎えた。

## あらすじ
1985年、九十九里にある東雲中学に入学した菊川仁義は、入学早々番長の安岡にケンカを売り、これを倒して名を上げた。しかし、その後、アメリカに留学する前に九十九里に立ち寄った武島将に生まれて初めての敗北を喫する。
やがて仁義は崖から飛び降りて生還したことを見込まれて伝説のケンカ屋・喧嘩鬼に弟子入りし、「108つのケンカの心得」を10日間で習得。力をつけるために闘吉連合総勢100名を壊滅させ、総長・黒田闘吉との海上での決闘をも制し、カナヅチの闘吉を助けて嵐の海を泳ぎきる。自分を背負って嵐の海を泳いだ仁義に深い感銘を受けた闘吉は仁義と義兄弟の契りを結び、ここに仁義軍団が旗揚げされた。
続いてフレイザー率いるジュニア・ワールド・コネクション（JWC）・シカゴの侵攻を単独で退けた仁義は、世界と戦うため日本中の硬派をまとめ上げることを決意する。まず、武島の刺客に襲われる仁義を救った赤城のウルフと上州赤城ウルフ軍団総勢130名が参加。さらに兄・鸞丸、弟・蘭丸の梓兄弟が率いる昭和白虎隊、神威剣が率いるみちのく奥羽連合にもことごとく勝利し、傘下に収めてゆく。そして剣の妹・雪との交流を経て、仁義は動物と会話し動物を手なずける能力を得たのだった。
横浜では闘吉の不始末が原因で横浜百花撰のヘッド・ジュリーと戦うことになったが、ジュリーのロッドをあえて土下座で受け、けじめをつけたことで和解。かくして東日本を治めた仁義は、鸞丸との協議で武島本陣を叩く前に西の三傑を落とすことを決め、まず総勢100名の昭和奇兵隊を率いる高杉狂介に喧嘩状を送り萩へと向かう。
仁義は高杉と朝から夕方まで及ぶ死闘を繰り広げた末に勝利し、鯨海乙女塾を率いる四国の女傑・堂本竜子と謁見。巨大な白鯨の「赤目」を銛で討とうとしていた竜子を説得し心を開かせる。
ところが、九州を統一する九州男志連を率いる南郷大作と相撲で勝負した際、仁義は勝ちはしたものの、最後に本気の力で投げ飛ばされたせいで全身に大怪我を負ってしまう。全身に包帯を巻いて、傷が癒えないままカサブランカ号で帰路につく途中、ヘリコプターで武島の妹・雅の下へ行くはめになった仁義は武島の息がかかった病院へ入院。救出に来た闘吉たちが武島の軍勢と死闘を繰り広げた後、ベッドに乗せられたまま、仲間と共に九十九里に帰る。
やがて武島軍団軍師・大徳寺崇伝より決戦状が九十九里に届いた。時は1週間後、場所は富士裾野。全国統一を賭けた最後の戦いが始まろうとしていた。
決戦直前、ロサンゼルスでは再びJWC会議が開催されていた。武島はジャーメィンにシカゴの所有権を譲渡して日本へ戻るつもりでいたが、ジャーメィンよりJWC連合軍（イギリス、オランダ、スペイン、フランス、イタリア、西ドイツ、イスラエル、プエルトリコ）1万が数週間前に九十九里に向けて出発したと知らされる。武島は連合軍8ヵ国のドンに日本刀を突きつけ「兵を帰らせろ」と要求するも受け入れられず、結局連合軍は九十九里浜に上陸。仁義は今回もただ一人でこれを迎え撃ち、武島もジャーメィンが用意したジェット機で日本へ向かった。
時を同じくして、富士裾野には両軍が集結。ついに激突が始まると思われたその時、キボウからJWC上陸の報せを得た鸞丸が止めに入り、仁義軍はJWCを倒しに急ぎ九十九里へ帰還する。西の三傑もそれに続き、やがて武島軍も九十九里へ向かう意向を示した。
そしてキボウもまた、ついに仁義と対面する。九十九里浜は遠浅のため、上陸用ミニボートに乗れるのは3人×8ヵ国で一度に24人までしか上陸できないという弱点を突かれ、JWCの雑兵は仁義一人に完敗。さらにキボウが敵船のコンピューターにハッキングをかけ、一網打尽にしていった。
JWCは切り札の殺し屋3兄弟を送り込み、巨漢の次男・三男に追い詰められた仁義は殺されかけるが、そこへ神威兄妹が到着し3兄弟を倒す。それでもまだ6千人の敵を倒さねばならず、6千対4の戦いとなった。
残り4千になった時、雅が手配した多数のヘリで仁義軍団が九十九里に到着。西の三傑軍もヘリで敵船の上空を抑える。高杉が船長を倒し、敵船に乗っていた雑兵も西の三傑軍に倒されて、JWCは逃げていった。
かくして、仁義・闘吉・ウルフ・鸞丸・剣・ジュリー・キボウ・狂介・竜子・大作が全員揃い、男坂を共に駆け登る「仁義九兄弟」が誕生した。そこへようやく武島も現れ、大みそかの夜、仁義とのタイマンにて全ての因縁に決着をつけることを決める。
最後の戦いは、日本の首領を決めるための戦いではなく、仁義と武島、2人の硬派の信念のぶつかり合いであった。

## 登場人物

### 東日本

#### 九十九里
菊川 仁義（きくかわ じんぎ）
声 - 森田成一（聴くジャン）
ケンカが何よりも好きな本編の主人公。13歳。「太陽のような男」「敗北よりも死を選ぶ地上でただ一人の男」「最後の硬派」の異名を持つ。
九十九里の星龍山王林寺に住む。出生は本人も知らず、小船に乗せられ、朝陽と共に九十九里・不知火海岸に流れ着いたところを王林寺の菊川道元和尚に拾われ、育てられたことしかわかっていない。
当初は武島と同じく世界と戦うため日本中の硬派をまとめ上げることに熱心だったが、やがて誰もが心の底から笑って暮らせる世の中を作るために男坂を登ることを決める。
「仁義軍団」「仁義一家」などと呼ばれるグループのリーダーとされるが、本人はこれらの名称を使用したことはなく、グループ内の上下関係の意識は希薄。「大将」とは呼ばれる。
必殺技は、フレイザーや剣の拳が砕けるほどの石頭。視力は両目ともに2.3である。

#### 東京
黒田 闘吉（くろだ とうきち）
声 - 酒井広大（聴くジャン）
99の中学を制圧し、東京と千葉の南西部をその傘下に治める闘吉連合のヘッド。13歳。特攻服に身を包み、腕には「必勝無敗」の文字、顔の左側に傷がある。闘吉連合の軍旗は日の丸に「東京」の文字。
非常に血の気が多いが、女性には甘い一面も。また、部下のアンパンを禁ずるなど「軟派みてえなマネ」を嫌っている。天涯孤独。
昭和白虎隊との邂逅では当初、鸞丸と蘭丸を見分けられず苦戦した。昭和白虎隊には「戦いは仕掛けないが侵略してくる敵は全力で迎え撃つ」という掟があり、鸞丸は蘭丸と争った闘吉を疑ったが、心の中の声を白刃を通して伝え誤解を解く。
横浜ではジュリーを捜索する最中、ぶつかった大泉京子に惚れてしまい、スケ番たちに捕まるも、ウルフの助けで窮地を脱する。その後、肉まんを食べていたところ、またしても京子に騙されて、山下公園で横浜百花撰に遭遇。死闘の末、80名の兵隊を撃退し、ようやくジュリーと相対したが、大切な人形（偽物）を壊したせいでジュリーの逆鱗に触れ、ロッド技に敗れてしまった。
南郷大作との戦いを終えた仁義が武島軍団に拉致された際は、ヘリを追ってカサブランカ号で京都へ上陸。団子を食べていたところウルフに遭遇し、高熱で倒れた仁義をウルフに代わって人力車で病院へ運搬中、武島軍団一番隊隊長の姉小路鬼麿と戦う。鬼麿の天狗の技に圧倒されたが、立ち上がり仁義を庇って倒れる。
その後、清水寺でウルフ、鸞丸、ジュリーと合流し、4人で武島本陣へ向かったが門番に止められる。ウルフ、ジュリーと共に門番を倒したものの、門は開かず3時間待機させられた挙句、ベッドに乗せられたまま仁義を返された。
九十九里に帰る途中、武島橋の真ん中で鬼麿と再戦。その最中、仁義に命を預ける理由を鬼麿に説く。最後は鉄扇で叩かれながらも鬼麿もろとも川へ転落し、ウルフとジュリーに助けられ、5人で帰路に着いた。
富士裾野での決戦開始寸前、鸞丸からJWC侵攻を知らされ、仁義に加勢するため九十九里へ到着した。
実はキョンキョンこと小泉今日子の大ファンで、ハラマキの中にブロマイドを隠している。
寺岡
闘吉連合のナンバー2。

#### 上州
赤城のウルフ（あかぎのウルフ）
声 - 中井和哉（聴くジャン）
上州赤城ウルフ軍団（総勢130名）のヘッド。アーチェリーとスリングショットの名手。左目に眼帯をしているが、これは1年前、兵庫で武島軍団二番隊隊長の水無月征と戦った際、アーチェリーで左目を負傷させられたことによる。
闘吉ほどの血の気の多さはなく大人しいが、女性に対する甘さは無い。
横浜ではスケ番グループに捕まった闘吉を救出。九十九里に横浜百花撰が侵攻した際には、パチンコを使った「秘打・赤城おろし（天に向かって打った石つぶてが雨のように降り注ぎ、敵を一網打尽にする）」でこれを撃退した。さらに、スリングショットで打った甘栗でジュリーのロッドを曲げるほどのパワーを見せている。
南郷大作との戦いを終えた仁義が武島軍団に拉致された際は、ヘリを追ってカサブランカ号で京都へ上陸。三十三間堂で眠っている仁義を射殺そうとした水無月を止め、かつて弓矢をケンカに使おうとした自分に対して水無月が投げかけた「正射必中」の言葉を返す。
水無月との戦いは弓矢の3本勝負になった。1本目は避けられ、逆に左肩に水無月の矢が命中。2本目は届かず、今度は水無月の矢が右目に当たる。「もはや勝負は着いた」と水無月は仁義に矢を向けるが、ウルフは「二矢で弓の癖は掴んだ、次は目隠しでも当たる」「お前は正射必中していない。昔のお前なら闇討ちしようとしない。邪道の弓士に成り下がってしまった」と最後の勝負を挑む。
最後はウルフの矢が水無月の矢を裂き、そのまま水無月の胸に命中したが、命までは奪わなかった。また、左目の眼帯はメッシュで、実は治って見えていたことが明らかになる。
水無月との戦いを終えた後、眼帯を外し、右目に包帯を巻いて、高熱を発した仁義を人力車に乗せ、病院を探す。途中、武島軍団三番隊隊長の神代直人に遭遇したが、ジュリーの登場で戦闘を回避する。その後、闘吉と合流し人力車を交代、一時休憩後清水寺を経て武島本陣へ。闘吉と鬼麿が川に落ちた際、闘吉を引き上げた後、5人で帰路に着いた。その後、右目は治り、いつも通り左目に眼帯をするようになった。
富士裾野での決戦開始寸前、鸞丸からJWC侵攻を知らされ、仁義に加勢するため九十九里へ到着した。

#### 会津若松
梓 鸞丸（あずさ らんまる）
声 - 緑川光（聴くジャン）
会津の黒谷を拠点とする昭和白虎隊（総勢300名）の総長。若年でありながら日本国の行く末を看破する先見の明、人の心を読み取る洞察力、澄みきった湖のような瞳を持つ長髪の男。
礼儀正しく冷静だが、卑劣な行為をし、昭和白虎隊・什の掟を3つ破った弟・蘭丸を破門にする厳しさも備える。書を嗜み、王林寺の住職が出払っている際に、代わって書道教室の指導をしたこともある。
闘吉の心を読み、菊川仁義という男の器を知ったことで、昭和白虎隊と共に仁義軍団に参加。その博識を活かして、軍師的役割をこなしている。
太陽を中心に太陽系の九惑星（水星・金星・地球・火星・木星・土星・天王星・海王星・冥王星）が1つに集まることから、仁義を太陽、闘吉・ウルフ・鸞丸・剣・ジュリー・キボウ・狂介・竜子・大作を惑星になぞらえた「仁義九兄弟」という概念を提唱する。
南郷大作との戦いを終えた仁義が武島軍団に拉致された際は、新幹線で京都市内に入り、清水寺で闘吉、ウルフ、ジュリーと合流した後、共に武島軍団本陣へ向かう。
本陣では、鬼麿の案内で大徳寺崇伝と対面。無数にぶら下がっている槍がランダムに落ちてくる部屋の中で「死問答」を開始する。武島の「力」を傘下につく理由とする崇伝に対し、仁義の「人徳」を共に戦う理由として掲げ、数時間に渡る問答の末、崇伝の頭上に落ちてきた槍を素手で止め、「これから先、崇伝が必要になる」と告げてその心を動かす。
そして崇伝と富士裾野の昭和関ヶ原で決着をつけることを約束する。ベッドに乗せられた仁義と共に、5人で帰路に着いた。
富士裾野での決戦開始寸前、JWC連合軍1万の兵が九十九里に出現したことをキボウから聞き、キボウを九十九里へ行かせた後、陰腹を装って崇伝を説得、戦闘中断の約束を取り付ける。
梓 蘭丸（あずさ らんまる）
鸞丸の実弟で昭和白虎隊副長（後に破門）。仁義を怒らせるために部下に女を襲わせたり、放火をさせたりと、非情な卑劣漢。四節根を巧みに使いこなし仁義を苦しめたが、仁義の底知れぬケンカの才能の前に敗北。什の掟のうち3つを破ったため、破門された。
人の上に立つ者の特徴として「澄みきった湖のような瞳」「豪放磊落」「頭脳明晰」を挙げる。

#### 北海道・東北・北陸
神威 剣（かむい けん）
みちのく奥羽連合の13人のヘッドをまとめて日本の北を支配し、「北の帝王」と称される巨漢。15歳。普段は礼儀正しいが、猛気に火が点くと虎となる。
奥羽連合を除く直属の舎弟の数は40 - 50人。普段は北海道の神威樹海にて、仲間と共に木を伐採している。
5年前、10歳の時、網走に流氷に乗って漂着した虎と戦って倒し、どんなものも破壊する絶対の拳と掌「虎の手」を会得した。仁義との戦いでも、その常人離れしたパワーを遺憾なく発揮したが、仁義の石頭の前に敗れる。その後、雪山で遭難した際、そんな窮地でも安らぎを与える仁義と一緒に男坂を登ることを決意。
初めて名前が出た時は、五稜郭をバックにシルエットで立っていたが、特に五稜郭との関係はない。
最終決戦では豪雪のため、遅れて九十九里に到着。大作と意気投合し、その様子は「北の大樹と南の大山」と例えられた。
神威 雪（かむい ゆき）
剣の妹。投げ矢を使用。動物と会話する能力を持ち、ウサギや猿、豚などの動物を仲間にしている。
森の中で仁義と出会い、その命を奪おうとするも、仁義の人柄に惹かれるようになる。その後は仁義に兄との衝突を止めるよう諭すなど仁義の身を案じるようになり、最終的には仁義と雪合戦をして遊ぶほどの仲になる。
最終決戦では剣と共に遅れて九十九里に到着した。
矢作 大介（やはぎ だいすけ）
神威配下の弓の名手。仁義の命を奪おうと試みるも、一度目は雪に間に入られ、二度目は仁義が放った丸太を眉間に食らって敗れる。仁義には「おはぎ」と呼ばれている。
蛭田 徳市（ひるた とくいち）
奥羽連合一の砦・気仙沼を治めるヘッド。長身のモヒカン。喧嘩状を送り、仁義に倒されるも、「北の帝王に会いたければ、奥羽連合の13人のヘッドを全員倒せ」と告げる。
まず闘吉が二の砦・一関と四の砦・新発田、ウルフが三の砦・釜石と五の砦・鶴岡、仁義が六の砦・盛岡をそれぞれ攻略。次いで七～九の砦（秋田、大館、男鹿）、十～十三の砦（十和田、弘前、むつ、竜飛崎）のヘッドも敗北、その後は全員仁義軍団の傘下に入る。
鬼子母 弁（きしぼ べん）
一関を治めるヘッド。スキンヘットで顔に傷があり巨漢。闘吉に倒される。
剛田 五郎（ごうだ ごろう）
釜石を治めるヘッド。五分刈り。ウルフに倒される。

#### 神奈川
横浜（ハマ）のジュリー
総勢100人のケンカ師集団・横浜百花撰（全員が花を模したデザインのスカジャンを着ている）のヘッドで、髑髏と薔薇が刺繍されたスカジャンがトレードマーク。西にも東にも属さず独立を保っており、勢力争いには無関心。2本のロッドを武器とする。
男だが本名は不明で、女性と見まがうフランス人形のような美貌からジュリーと呼ばれるようになった。普段は横浜の港に浮かぶ「カサブランカ号」なる船で暮らしており、ハーモニカをよく吹いている。
物心ついた時から養護施設で育ち、人間不信に陥っている。同じ施設で育った少女マリーにだけは心を許していたが、マリーは外国人夫婦に引き取られ、渡航前に病死してしまった。マリーを失ったジュリーの心は荒れに荒れ、行く先々で不良たちとケンカを繰り返すようになる。負け知らずのジュリーは次第にその名を知られるようになり、その強さを慕う者たちも多く現れたが、ジュリー自身の心は深い闇の中に閉ざされたままであった。
横浜に乗り込んできた闘吉が横浜百花撰80名を死闘の末、撃退した後、瀕死の闘吉に遭遇。横浜から出て行くように促す。しかし、マリーの形見のフランス人形（偽物）を奪われた上、人形を壊されて激高し、ロッドで瀕死の闘吉を痛めつける。
その後、ウルフにロッドをへし折られたため、応戦しようとしたところに仁義が到着。土下座で攻撃を受けることで義兄弟の不始末にけじめをつける真摯な態度に、ジュリーの心は開かれた。決着がついた後、本物の人形を返却されたが、孤独ではなくなったとして人形を海へ捨て、仁義軍団に加わる。
土佐では堂本竜子の薙刀とロッドで互角に渡り合うが、犬が苦手だったため敗北。鹿児島へは修理したカサブランカ号で行っている。
南郷大作との戦いを終えた仁義が武島軍団に拉致された際は、ヘリを追ってカサブランカ号で京都へ上陸。高熱を発した仁義を人力車に乗せ、病院を探すウルフを神代直人が殺そうとしたため、ウルフを逃がして代わりに戦う。ウルフの弾を見切るほどの動体視力で神代の3段突きを見切り、3段突きを超える「4段突き」で勝利するが、両者とも倒れてしまう。
清水寺でウルフ、闘吉と合流後、鬼麿に負けた闘吉を責めるウルフを制止し、鸞丸が来たことで共に武島本陣へ。
闘吉と鬼麿が川に落ちた際、闘吉を引き上げた後、5人で帰路に着いた。
富士裾野での決戦開始寸前、鸞丸からJWC侵攻を知らされ、仁義に加勢するため九十九里へ到着した。
大泉 京子（おおいずみ きょうこ）
ジュリーを信奉するスケ番グループのひとりで「シキテンのお京」の呼び名を持つ少女。闘吉が惚れる。
横浜に乗り込んだ闘吉が力ずくでジュリーを捜索していた際、わざとぶつかり、丸太で気絶させ、スケ番仲間に差し出し見張りをしていた。
闘吉を助けに来たウルフに拘束されるが、惚れた闘吉に外される。しかし再度、闘吉を騙し、横浜百花撰と戦わせた。闘吉が死闘の末、横浜百花撰を撃退し瀕死の状態になった後は、ブー子と一緒に闘吉を看病している。
ブー子
ジュリーを信奉するスケ番グループのひとりで、力士と見紛うほどの巨漢。闘吉に惚れる。闘吉をカサブランカ号に案内する。

#### その他
喧嘩鬼（けんかおに）
九十九里の鬼山で昔からケンカの修行をしているとされる伝説の男。その正体は不明。素顔もよくわからない。
武島に敗れ、ケンカの教えを乞う仁義に「何かをするために生まれてきた男にしか教えない。崖から飛び降りて生還したら教える」と告げ、生還した仁義にケンカ108の心得を伝授する。
現在、明かされている心得は①「敵から目をそらさない」、②「敵の攻撃を避ける時、真後ろに下がらない」、③「敵に利き腕を預けない」、  ⑱「敵の攻撃は紙一重でかわせ」、㉑「戦いが終わった後も油断するな」の5つ。
かつての特攻隊の生き残りであり、復員後も敗戦国民として扱われることに我慢がならず、横暴を働くアメリカ兵や愚連隊を何度も半殺しにして回った末に日本を飛び出し、世界各地を渡り歩いてケンカ修行に明け暮れてきた。しかし、やがて日本社会が高度経済成長に浮かれるあまり「武士道」を忘れて負け犬に成り下がったことに失望。俗世との関わりを断って生きるようになり、一度西日本で武島に修行を付けた後に仁義と出会う。
島村 春奈（しまむら はるな）
東雲中学1年生。仁義の幼馴染で同級生。掃除当番をサボりケンカ三昧の仁義になかば呆れながらも、一緒に下校したりと仲は良い模様。蘭丸の指示を受けた昭和白虎隊に痛めつけられる。
安岡（やすおか）
東雲中学の番長。仁義に負け、高倉にも痛めつけられる。武島将を知っていた。
関根（せきね）
安岡の子分。九十九里に現れた武島一行に難癖をつけて最初に木刀で殴りかかった。
村雨希望（むらさめ キボウ）
声 - 佐々木望（聴くジャン）
世界最高の名門・ケンブリッジ大学コスモポリタン・アカデミーの卒業課程を13歳にして修めた天才。自分の天才的頭脳を必要とする大きな人物に仕えるため、アインとタイで終わったウォーゲームの決着を何年後かにつけることを誓い祖国・日本に帰国してきた。なお、父親は外交官である。
まだ世界でも10人程度しか所持していない個人携帯用GPSを自作するほどの才能を持つ。目が悪く、コンタクトレンズを使用しているが、眼鏡もカバンの中に入れている。
北海道で剣と会話し仁義に会うことを勧められて以来、仁義を追っているが、未だに仁義と直接会話できていない。横浜では京子に会い甘栗屋の孫爺さんと会話し、萩で高杉、土佐で竜子、鹿児島で大作と会話している。九十九里で仁義とすれ違い、闘吉、ウルフに門前払いされるが、落としたノートを拾ってもらったことで鸞丸と会話し、「仁義九兄弟」の一員として数えられた。
その後、大徳寺崇伝に会い、1週間後、東と西の決戦が富士裾野で行われることを知る。
決戦当日、仁義軍にJWC侵攻の情報を伝えようとするも、闘吉たちからは一向に無視され、絶望しきっていたところに鸞丸と再会。昭和白虎隊の車で九十九里へ向かい、ついに仁義に会う。仁義と共闘し、JWC連合軍の敵船を携帯電話でハッキングし、一網打尽にした。
菊川 道元（きくかわ どうげん）
王林寺の和尚。朝陽と共に九十九里に流れ着いた赤ん坊に、己に克つこと、思いやりやいたわりの心を表す「仁」と、私欲を捨て、世のため人のために守るべき正しい道を表す「義」の2つを合わせた「仁義」の名を与え育てるが、仁義が小さい頃に亡くなった。

### 西日本

#### 京都
武島 将（たけしま しょう）
声 - 草尾毅（聴くジャン）
西日本最大の勢力を誇る武島軍団のドンにして、仁義の最大の宿敵。幼い頃から日本の首領となるべく、勝者の教育を受け、あらゆる帝王学、戦略術、地上に現存するあらゆる格闘術と戦闘技術を骨の髄まで叩き込まれた。
渡米前に九十九里を訪れており、側近の高倉が仁義に倒されたため、仁義と激突。桁違いの戦闘力で圧倒するも、倒されてもなお立ち上がる仁義に胸騒ぎのような予感を覚え、強烈な左拳を見舞う。この左のパンチがどういうものかは作中では明言されていないが、喰らった仁義は体中の力が抜けてKOされた。パンチを放った当の武島も、仁義に対して「この俺に左を使わせた」と驚嘆している。
その後、成田空港まで追って来た仁義と再激突。勝利して渡米したが顔面に一発喰らう。「幼い頃から一度たりとも負けることが許されない将を倒すことができるのは、敗北よりも死を選ぶ男である」とかつて師から聞いており、仁義こそがその男と認め「最後の硬派」の名を贈る。
渡米して半月後、ジュニア・ワールド・コネクションに出席。自分を侮辱したジャーメィンの部下を一撃で沈める。その後、ドンがいないと思われていた東日本（九十九里）にフォアマンがシカゴの軍勢を送り込んだ際、1000人の兵を仁義の援軍に寄越す。これを不服としたフォアマンと勝負になったが、指一本触れさせずに勝利し、シカゴの席を己のものとした。やがて室戸より仁義がみちのく奥羽連合を傘下に収めた情報を受け、「俺が帰るまで仁義に手を出すな」と部下全員に指示を出す。
武島軍団の軍旗は日の丸に「将」の文字。本陣は京都・鞍馬にあり、京の北から鞍馬山中にかけて広大な敷地を有する。本陣内には武島家の私邸から数千人もの兵隊を収容可能な宿所、練武所、学問所、医療所までが存在する。また、近畿に4500、北陸中部に500の兵を持つ。
武島本陣死闘後、富士裾野の決戦のため、日本へ戻る直前、ジャーメィンにシカゴの所有権を譲渡。その見返りに備前長船竹俣兼光を受け取ると同時に、JWC連合軍が九十九里へ向かったことを知らされる。8ヵ国のドンが日本人であることを理由に交渉に応じなかったため、切り付けて威圧し、さらに発砲してきたダヤンの両指を銃と弾もろともすべて切り落とした後、ジャーメィンが用意したジェット機で日本へ向かい、九十九里で再び仁義と対面。
JWCで世界を知ったことで、日本をアメリカをはじめとするあらゆる外国から見下されない本当に自立した国にするために男坂を登ることを決める。
武島 雅（たけしま みやび）
武島の妹。着物を着ている。鹿児島で負傷した仁義を武島本陣に連れてこさせ、茶を3杯振る舞う。三十三間堂で仁義を殺そうとするも断念。水無月・神代の敗北後、桔梗に仁義を連れ戻すよう指示し、普段着に着替え、病院で仁義と再び対面する。
成田空港でも仁義と会っているが、この時は金髪で全く違う容姿だった。
最終決戦では、統合幕僚長である父親より決戦の舞台として富士裾野の自衛隊演習場を借り受けていたことが判明。後に仁義を救うため、独断で物資輸送用ヘリコプターを仁義軍団に貸し与える。
大徳寺 崇伝（だいとくじ すうでん）
武島軍団の軍師にして、武島四天王「玄武」。大阪弁を喋る。地位は他の四天王より上。
九十九里がシカゴの侵攻を受けた際、1000人の兵を仁義の援軍に寄越したのは彼である。武島もその手腕を認めており、「うちの参謀はフォアマンのところより優秀」と評した。
仁義軍団軍師の鸞丸を手にすることを目論み、武島本陣で対峙。死問答の最中、己の頭上に落ちてきた槍を素手で止めた鸞丸に感銘を受け、鸞丸に槍が落ちてきたのを飛び掛かり避けた。
鸞丸と昭和関ヶ原で決着をつけることを約束し、アメリカの武島に決戦の許可を取り付け、約1万人と4千人との「昭和の関ヶ原の戦い」であるとして神代らに出陣を促す。
富士裾野での決戦開始寸前、鸞丸からJWC侵攻を知らされる。一度は仁義軍を潰すことを優先して応じようとしなかったが、鸞丸の陰腹、そして四天王と西の三傑が動いたのを見て自らも仁義への加勢を決断する。
姉小路 鬼麿（あねこうじ おにまろ）
武島軍団一番隊隊長にして、武島四天王「朱雀」。公家のような服と喋り方で、鬼の面をつけ、下駄を履いて鉄扇を持っている。錫杖を持った部下から「麿さま」と呼ばれる。天狗に教育を受けた（本人によると源義経と2人だけらしい）と自負しており、高く飛ぶ技が得意。
京都で高熱に倒れた仁義をウルフに代わって人力車で病院へ運搬中の闘吉に牛車で遭遇、鬼の面を壊され戦闘開始。天狗の技と鉄扇で追い詰めるが、仁義を殺すことは叶わずに終わる。雅の指示で現れた桔梗が仁義をバイクで運搬後、闘吉にとどめを刺そうとした時、崇伝より伝令が入ったため戦闘を中断。
武島本陣に帰還後、本陣に入門した鸞丸を崇伝の下へ案内する。道中、鸞丸を攻撃しようとしたが、隙を見つけられず断念した。
仁義たちが九十九里に帰る途中、武島橋で闘吉と再戦。戦いの最中、闘吉もろとも川へ転落し、神代と水無月に助けられた。鉄扇がボロボロになったので、負けを認め、昭和関ヶ原での決着を誓う。
富士裾野での決戦開始寸前、鸞丸からJWC侵攻を知らされ、日本を守るため九十九里へ到着。
水無月 征（みなづき せい）
武島軍団二番隊隊長にして、武島四天王「白虎」。アーチェリーの名手。
九十九里（斧で襲う）・北海道（動物のお面を着けてボウガンで襲う）・萩で仁義の下に刺客（三下）を送り込むが、いずれも失敗に終わる。
仁義が京都市内にいると聞き、三十三間堂で眠っている仁義をアーチェリーで殺そうとしたがウルフの乱入で失敗。自身の胸に矢を受けて敗北するが、胸当てをしていたおかげで一命はとりとめており、部下に病院へ搬送される。闘吉と鬼麿が川に落ちた時には神代と共に駆け付け、鬼麿を引き上げた。
富士裾野での決戦開始寸前、鸞丸からJWC侵攻を知らされ、日本を守るため九十九里へ到着。
神代 直人（しんだい なおと）
武島軍団三番隊隊長にして、武島四天王「青龍」。新撰組の沖田総司と同じ必殺技「3段突き」を持つ。
九十九里がシカゴの侵攻を受けた際、仁義の実力の確認も兼ねて仁義を救う。この時は棍棒を片手に持ち武島軍団三番隊の腕章をして、学ランの裏地は無地であった。
その後しばらく行動を起こさなかったが、水無月がウルフに倒された報告を受け出陣。この時は学ランの裏地が唐草模様に代わり、腕章も着用しておらず、得物は棍棒から長い木刀になっている。
カラスに襲われる猫を3段突きで助けた後、水無月に勝利したウルフを高熱を発した仁義の乗る人力車もろとも砕こうとするがジュリーに止められ、4段突きで木刀を砕かれ敗北。闘吉と鬼麿が川に落ちた時には水無月と共に駆け付け、鬼麿を引き上げた。
そして砕かれた木刀を新調し、富士裾野の決戦へ出陣。衝突寸前、鸞丸からJWC侵攻を知らされ、日本を守るため九十九里へ到着。
高倉（たかくら）
武島の日本時代の側近。九十九里浜で安岡を叩きのめしたために仁義の怒りを買い倒される。
室戸（むろと）
武島の側近。渡米に同行。
見返り新兵衛（みかえりしんべえ）
真剣を得物とし、「昭和の人斬り」と呼ばれる隻眼の男。相手は新兵衛がいつ刀を抜いたのかもわからず、通り過ぎてから見返った時に初めて斬られたのがわかることからこの名がついた。萩で仁義に見切られ、狂介に敗れる。
三島（みしま）
神代の側近。九十九里がシカゴの侵攻を受けた時、神代に意見している。
桔梗（ききょう）
雅の親衛隊隊長。京都弁を喋る。カサブランカ号で鹿児島から帰る途中の仁義をヘリコプターで拉致し、雅の下へ運んだ。
水無月、神代の敗北後、仁義の連れ戻しを雅に指示され、闘吉と戦っている最中の鬼麿の下にバイクで駆け付け仁義を武島軍団の病院へ搬送。本陣に入門した鸞丸に、ベッドに乗ったままの仁義を返した。

#### 萩
高杉 狂介（たかすぎ きょうすけ）
西の三傑の一角にして、山陰・山陽を束ねる昭和奇兵隊（総勢100名）のヘッド。14歳。口癖は「こんな（お前）」。軍旗は「動如雷電」の文字と雷神図。
三度の飯よりケンカが好きで、高杉晋作が鬼退治に使った刀と同じ名を持つ木刀「攘夷刀」を愛用。中に百斤の鉄が仕込まれており、大の男3人がかりでも持ち上げられないほど重いこの剛刀を、狂介は片手でいとも簡単に操る。また、3年前、11歳の時に萩焼を習ったことがあるが、仁義が作った大きな萩焼に3年前狂介が作った萩焼が見事に収まってしまった。
本人曰く武島の下についたつもりはなく、武島という男の器を見定めている。仁義と互角の勝負を繰り広げ、仁義を気に入る。
武島本陣死闘後、崇伝より西と東の喧嘩に遅れず参戦しろとの命令が来たことに「武島の部下ではない」と怒り、決戦に乗じて天下を取るため総勢1500人の兵を率いて富士裾野の決戦に出陣。
しかし衝突寸前、鸞丸からJWC侵攻を知らされ、仁義に加勢するため九十九里へ到着。
山形 聞太（やまがた もんた）
昭和奇兵隊副長。その剛力は四国や九州まで鳴り響いていると言われ、牛一頭を軽々と持ち上げる。萩に来た仁義と一戦を交えるも、自慢のパワーが全く通じず、逆に仁義のバックドロップを食らって敗れた。

#### 土佐
堂本 竜子（どうもと りょうこ）
西の三傑の一角にして、四国を束ねる鯨海乙女塾（総勢18名）の塾長。子分の少女たちには「お竜さん」と呼ばれ慕われる。口癖は「ほたえな（騒ぐな）」。塾旗は「鯨海乙女」の文字と彼岸花。
鞭と薙刀を使いこなし、土佐琵琶と都都逸が得意。十八番は『白黒』。それ以外に『一期一会』と、阿波踊りの替え唄がある。また、ペットとして、土佐闘犬横綱の以蔵を飼っている。
竜子の父・竜造は土佐一の銛師であり、小舟一船銛一本で捕鯨に出ていたが、巨大な白鯨・赤目に敗れ海の藻屑と消えた。竜子は天涯孤独となり父の仇を討つチャンスをひたすら待った。そして赤目の子が打ち上げられたのを海へ戻した時に現れた赤目を銛で討とうとするが、仁義の説得により断念。仁義とのケンカは、仁義が女性と勝負しなかったため持ち越しとなった。
武島本陣死闘後、土佐にも崇伝より命令が下り、総勢1000人の兵を率いて富士裾野の決戦に出陣する。
衝突寸前、鸞丸からJWC侵攻を知らされ、仁義に加勢するため九十九里へ到着。

#### 鹿児島
南郷 大作（なんごう だいさく）
西の三傑の一角にして、鹿児島・泰平寺を拠点に九州を束ねる九州男志連のヘッド。軍旗は「天下泰平」の文字と軍配。
質実剛健を地で行く、九州男児の鑑のような男。本人はあまり過去を語らないが、半次郎によると赤子の頃、泰平寺門前に捨てられていたのを和尚が拾った。
ある日、不良に絡まれた女の子を救おうとして、不良をなぎ倒した時、女の子が巨漢の下敷きになり、怪我を負った。この一件で暴力を振るわないことを誓い、和尚が亡くなった後も、女の子が完治するまで約束を守り続けている。そのため仁義とケンカではなく相撲で勝負するが、10分の1の力しか出していなかった。
頭突きで土俵際に追い込まれた時、仁義に本当の力が見たいと言われ、本当の力で投げ飛ばしたが、土俵を割ったため敗北。仁義との勝負後、女の子の手術が成功し松葉杖が取れたことを知る。
武島本陣死闘後、鹿児島にも崇伝より命令が下り、総勢2500人の兵を率いて富士裾野の決戦に出陣する。
衝突寸前、鸞丸からJWC侵攻を知らされ、仁義に加勢するため九十九里へ到着。仁義の軍門に下ったのかと問う崇伝に対し、「仁義という男がとてつもなく好きだから力になりたいだけ」と答えた。
桐野 半次郎（きりの はんじろう）
男志連の若頭で示現流の使い手。仁義と勝負するも、木刀を鉄下駄で壊され敗れた。仁義を泰平寺まで案内し、大作の過去も教えた。

### ジュニア・ワールド・コネクション（JWC）
世界各国の不良界のドンによる集団。年に一度、構成組織のドンが一堂に会して、各組織の問題を検討し、話し合いで力の均衡を保っている。JWC加盟国は互いの国を尊重し合う暗黙の不可侵条約を結んでいる。沢山構成員はいるが、10人しか名前は明かされていない。個々の組織が領土を増やしたい場合、非加盟国を狙うことになる。
武島将がアメリカ・ニューヨークでの会合に出席した時点で、シカゴ軍団のフォアマンはその時点での非加盟国である東日本への侵略を開始したが、失敗に終わる。フォアマン自身も武島に勝負を挑んだが、指一本さえ触れられずに敗れ、領土を奪われた。
その後、イギリス、オランダ、スペイン、フランス、イタリア、西ドイツ、イスラエル、プエルトリコが連合軍を結成し、富士裾野の決戦と同時刻に九十九里へ向けて侵攻する。

#### アメリカ・ニューヨーク
ジャーメィン（Jermaine）
ニューヨークのドンでウェストチェスター在住。天然パーマと目立つ下まつ毛が特徴的な13歳。愛犬の世話を優先して武島を出迎えなかったが、数ヶ月で武島と親しくなる。
武島からシカゴの所有権を譲渡され、アメリカ全土を手中に収める。ゆくゆくは世界をも制覇しようと考えているが、日本侵攻には慎重。
アイン（Ein）
世界最高の名門・ケンブリッジ大学コスモポリタン・アカデミーの卒業課程を13歳にして修めた天才。自分の天才的頭脳を必要とする大きな人物に仕えるため、キボウとタイで終わったウォーゲームの決着を何年後かにつけることを誓い祖国・アメリカに帰国してきた。数ヶ月でジャーメィンの参謀となり、キボウのことを語る。携帯電話を持っている。
キボウにJWC連合軍1万の兵が九十九里に向けて出発したことを伝えた。

#### アメリカ・シカゴ
フォアマン（Forman）
シカゴのドン。パンチパーマで丸いサングラスを掛けた巨漢。ライオンの首を素手で引きちぎったことがある。
ドンがいないと思われていた東日本を傘下に治めるべく、兵士を送り込む。自らも武島に勝負を挑んだが、指一本さえ触れられずに敗れた。
フレイザー（Fraser）
東日本制圧作戦の実働部隊の隊長。サウス・ブロンクス出身の17歳。友好を守る見返りとして年に一度シカゴに100万ドルを支払うよう仁義に対して求めるも袖にされる。侵攻部隊を仁義1人に壊滅させられ、1対1の対決を挑むが敗北した。
相手を壁に張りつかせ、前に倒れることを許さず息の根が止まるまで打ち続ける「ミッドナイトスペシャル」という必殺技を持つ。相手の体は後ろの壁にめり込み、さながら特製の棺桶に葬られたように見える。
ラトーヤ（La Toya）
東日本制圧作戦の実働部隊の参謀。仁義と戦いはしなかったが、仁義は彼にフレイザー以上の恐ろしさを感じ取った。
後にジャーメィンに引き抜かれたものの、仁義の人柄に触れ、暴力と策謀による支配以外で世界を統一する方法を模索するようになったことが明かされる。
ティト（Tito）
東日本制圧作戦の実働部隊の兵士。仁義に何かを感じ、戦いを挑むも仁義の戦闘力の前に一蹴された。
ノートン（Norton）
東日本制圧作戦の実働部隊の兵士。ティトの仇を討つべく仁義に襲いかかるが、彼の怪力になすすべもなく倒された。

#### その他（JWC）
バレンチノ（Valentino）
イタリア・シシリーのドン。リーゼントで投げナイフの使い手。空を飛ぶカモメ5羽を一度に墜とせるほどの腕前だが、武島の日本刀に弾き返された挙句、手に持ったナイフの刃をも切られる。
マドモァゼル（Mademoiselle）
フランス・マルセイユのドン。帽子を常にかぶっている。武島の日本刀で帽子を切られる。
サンホセ（San Jose）
スペイン・マドリードのドン。巨漢。武島の日本刀でネクタイを切られる。
シリトー（Sillitoe）
イギリス・リバプールのドン。サングラスをして、前髪を垂らしている。武島の日本刀でサングラスを切られる。
ロンメル（Rommel）
西ドイツ（当時）・ブレーメンのドン。眉毛の濃い男。武島の日本刀でネクタイを切られる。
ルスカ（Ruska）
オランダ・アムステルダムのドン。目を閉じていて、額の真ん中にホクロがある。武島の日本刀で後ろ髪の一部を切られる。
ゴメス（Gomez）
プエルトリコ・サンフアンのドン。頭の天辺を武島の日本刀で切られハゲる。
ダヤン（Diane）
イスラエル・エルサレムのドン。左目に傷があり、眼帯をしている。拳銃の使い手。武島の日本刀で眼帯を切られ逆上し、発砲したが、銃と弾を切られ、両指をもすべて切り落とされる。

## 書籍
| 単行本 集英社 ジャンプコミックス | 単行本 集英社 ジャンプコミックス | 単行本 集英社 ジャンプコミックス | 単行本 集英社 ジャンプコミックス |
| 巻数                             | 副題                             | 発売日                           | ISBN                             |
| -------------------------------- | -------------------------------- | -------------------------------- | -------------------------------- |
| 1                                | 最後の硬派の巻                   | 1985年1月10日                    | 4-0885-1751-2                    |
| 2                                | 決戦！不知火海岸の巻             | 1985年4月10日                    | 4-0885-1752-0                    |
| 3                                | 昭和白虎隊の巻                   | 1985年7月10日                    | 4-0885-1753-9                    |
| 4                                | 北の大地の巻                     | 2014年10月3日                    | 978-4-08-880252-7                |
| 5                                | 横浜のジュリーの巻               | 2015年4月3日                     | 978-4-08-880407-1                |
| 6                                | 雷電！狂介の巻                   | 2016年7月4日                     | 978-4-08-880695-2                |
| 7                                | 鯨海乙女の巻                     | 2017年11月2日                    | 978-4-08-881262-5                |
| 8                                | 天下泰平の巻                     | 2018年11月2日                    | 978-4-08-881684-5                |
| 9                                | 武島本陣の巻                     | 2020年7月3日                     | 978-4-08-882280-8                |
| 10                               | 本陣死闘の巻                     | 2020年11月4日                    | 978-4-08-882485-7                |
| 11                               | 昭和関ヶ原 仁義九兄弟の巻        | 2024年4月4日                     | 978-4-08-883608-9                |

3巻（30話）までが『週刊少年ジャンプ』掲載分。4～6巻までが『週プレNEWS』掲載分、7巻以降が『少年ジャンプ＋』掲載分。
| 愛蔵版 ホーム社 ホーム社コミックス | 愛蔵版 ホーム社 ホーム社コミックス | 愛蔵版 ホーム社 ホーム社コミックス | 愛蔵版 ホーム社 ホーム社コミックス |
| 巻数                               | 発売日                             | ISBN                               |                                    |
| ---------------------------------- | ---------------------------------- | ---------------------------------- | ---------------------------------- |
| 上                                 | 1993年5月                          | 4-8342-8111-6                      |                                    |
| 下                                 | 1993年6月                          | 4-8342-8112-4                      |                                    |

| 文庫版 集英社 集英社文庫 | 文庫版 集英社 集英社文庫 | 文庫版 集英社 集英社文庫 | 文庫版 集英社 集英社文庫 |
| 巻数                     | 発売日                   | ISBN                     |                          |
| ------------------------ | ------------------------ | ------------------------ | ------------------------ |
| 上                       | 2000年12月               | 4-0861-7665-3            |                          |
| 下                       | 2000年12月               | 4-0861-7666-1            |                          |

連載再開以前、単行本3巻分（30話分）を収録した愛蔵版と文庫版。